# Egghead Rides Again
Pour plus de détails, voir Fiche technique et Distribution.
Egghead Rides Again est un cartoon Merrie Melodies réalisé par Tex Avery en 1937.